# Accident de plongée sous-marine

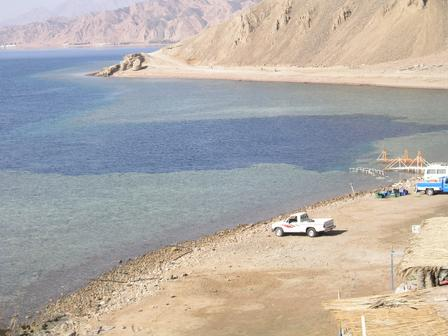
Le Blue Hole, un site de plongée célèbre où de nombreux accidents de plongée se sont produits.

La plongée sous-marine, en raison du milieu où elle se pratique et des contraintes physiologiques qu'elle entraîne, expose ses adeptes à des risques physiologiques. Cet article recense les types d'accidents les plus fréquemment rencontrés en plongée.

## Typologie
Les accidents de plongée sont de plusieurs types,. Certains de ces accidents, comme l'accident de décompression, sont propres à la plongée en scaphandre autonome tandis que d'autres, comme la syncope hypoxique, sont propres à la plongée en apnée. La plupart se rencontrent dans ces deux types de plongée loisir. 

### Les barotraumatismes
Les accidents mécaniques, aussi appelés barotraumatismes, sont dus aux variations de pression :
- le placage de masque ;
- le barotraumatisme des sinus ;
- le barotraumatisme des dents ;
- le barotraumatisme des oreilles ;
- le vertige alternobarique ;
- l'hyperpression pulmonaire, entraînant un œdème pulmonaire lésionnel et/ou pneumothorax.

### Les accidents entraînés par les modifications physiologiques induites par l'eau froide et par la pression
- l'œdème aigu pulmonaire d'immersion.

### Les accidents toxiques
Les accidents toxiques sont dus aux réactions biochimiques de notre organisme et aux réactions aux substances contenues dans l'oxygène :
- la narcose au diazote (ivresse des profondeurs) ;
- l'hyperoxie ;
- l'hypoxie ;
- l'hypercapnie ;
- l'intoxication au monoxyde de carbone (CO) ;
- le syndrome nerveux des hautes pressions (SNHP).

### Les accidents biophysiques
Les accidents biophysiques sont des conséquences des lois de Dalton et de Henry :
- les accidents de décompression, qu'ils soient artériels, veineux ou intratissulaires (maladie de décompression).

### Les accidents dus au milieu
- le choc avec un bateau ne respectant pas les distances de sécurité imposées ;
- la noyade ;
- le froid (hypothermie) ;
- les coupures et plaies provoquées lors de la pénétration dans des épaves ;
- les blessures provoquées par des animaux (méduses, murènes, requins, raies, poisson-pierre, corail, animaux venimeux, par exemple).